# Dry Drowning (Computerspiel)
Dry Drowning (übersetzt: Trockenes Ertrinken) ist eine Cyberpunk und Krimi Visual Novel, die von Studio V entwickelt und von VLG Publishing und WhisperGames am 2. August 2019 für Microsoft Windows veröffentlicht wurde.

## Spielmechanik
Der Spieler übernimmt die Kontrolle über Mordred Foley und muss sich durch die Geschichte lesen, wobei er an bestimmten Stellen Entscheidungen treffen muss. Abhängig von den Entscheidungen kann der Spieler die Beziehung zu anderen Charakteren sowie den Spielverlauf beeinflussen, mehr als 150 Storyzweige entdecken und schließlich eines von drei verschiedenen Enden mit Variationen erreichen. Das Spiel enthält auch Passagen, in denen der Spieler Hinweise oder Gegenstände auf dem Bildschirm finden muss, indem er sie anklickt. Diese können in Verhörszenen mit bestimmten Charakteren verwendet werden, um sie zu entlarven und ihre Lügen aufzudecken. Während des gesamten Spiels hat der Spieler Zugriff auf ein spielinternes Betriebssystem namens AquaOS. Damit kann er seine Gespräche nachlesen, seine gefundenen Gegenstände betrachten und Biografien der angetroffenen Charaktere lesen.

## Handlung
Das Spiel spielt in der fiktiven und totalitären Stadt Nova Polemos in Europa im Jahr 2030. Mordred Foley und Hera Kairis sind Privatdetektive und vor den Ereignissen des Spiels haben sie zwei der gefährlichsten Serienmörder aller Zeiten, Jennifer Kingston und Robert Herrington, auf den elektrischen Stuhl geschickt. Nach ihrer Hinrichtung wurde jedoch gegen ihre Agentur ermittelt, weil sie die während des Falles vorgelegten Beweise gefälscht hatten, was ihren Ruf völlig zerstörte. Nun wollen sie ihre Karrieren und ihr Leben neu beginnen, während sie sich mit ihren vergangenen Traumata auseinandersetzen. Schon bald wird Mordred in mehrere Fälle verwickelt, die alle zu der Annahme führen, dass der gefürchtete Serienmörder namens Pandora zurückgekehrt ist. Um diese Fälle zu lösen, müssen sich sowohl Mordred als auch Hera ihrer Vergangenheit und ihren Ängsten stellen. Und das alles, während eine rassistische politische Partei dabei ist, das Leben der Flüchtlinge in Nova Polemos noch schlimmer zu machen.

## Entwicklung
Das Spiel wurde von Studio V entwickelt und wurde von Giacomo Masi geschrieben und umgesetzt. Es wurde ursprünglich auf Italienisch geschrieben und ins Englische, Chinesische, Japanische, Koreanische und Deutsche übersetzt. Der Soundtrack wurde von Allessandro Masi komponiert, geschrieben und eingespielt. Das Abspannlied wurde von Giorgio Maioli entwickelt.
Dry Drowning sollte im Jahr 2021 für Nintendo Switch, PlayStation 4 und Xbox One erscheinen, wobei die erste Konsolenportierung für die Nintendo Switch im Februar 2021 erfolgte. Da, wie der deutsche Übersetzer des Spiels feststellte, das Spiel von der USK fälschlicherweise ab 6 Jahren freigegeben wurde, musste die Veröffentlichung in Deutschland auf Anfang März 2021 verschoben werden. Das Spiel wurde nachträglich geprüft und ab 16 Jahren freigegeben. Die Entwickler nannten L.A. Noire als eine ihrer Inspirationen für das Spiel und PC Gamer nannte das Spiel einen Blade-Runner-ähnlichen Thriller.

## Rezeption
Laut dem Review-Aggregator Metacritic erhielt Dry Drowning für PC „gemischte oder durchschnittliche Bewertungen“ basierend auf 11 Rezensionen, und „allgemein positive Rezensionen“ für Nintendo Switch basierend auf 6 Rezensionen.
4players.de vergab eine positive Bewertung von 80 % ab und schrieb: „Stilvoller Noir-Thriller, der eine interessante Geschichte mit spannenden Höhepunkten erzählt, spielerisch aber trotz verschiedener Interaktionen belanglos bleibt.“
Screen Rant vergab eine gemischte Bewertung von 3 von 5 Sternen und schrieb: „Dry Drowning mag ein bisschen chaotisch sein, aber es hat seinen Charme. Spieler, die bereit sind, sich auf die kitschigeren Elemente einzulassen, werden ihre Freude an den gut gestalteten Schauplätzen und dem gelungenen Krimi-Plot haben. Das Spiel ist restriktiv und es fehlt der echte Schock und das Engagement von hochkarätigen Visual Novels wie Doki Doki Literature Club, aber es gibt einige Momente von cleverem World Building und ein ausreichend starkes Geheimnis, das es vorantreibt.“
Die italienische Rezensionsseite SpazioGames gab eine positive Bewertung von 8,5 von 10 Punkten ab und schrieb: „Dry Drowning ist ein sehr gutes Spiel mit einer großartigen narrativen Erfahrung. Jede Beziehung zwischen den Charakteren ist vielschichtig, um die Immersion des Spielers zu erhöhen, und jede Entscheidung hat andere Konsequenzen. Ein Thriller-Spiel, das es verdient, gespielt zu werden.“

### Auszeichnungen
Das Spiel gewann die Auszeichnungen „Best of EGS 2019“ und „Best of JOIN 2019“, erhielt eine lobende Erwähnung bei GAMEROME und wurde bei den Italian Video Game Awards 2020 als „Best Italian Debut Game“ nominiert. Es wurde auch zum besten Spiel bei Join The Indie 2019 erklärt.